# Kareng
Kareng est une ville du Botswana.